# Stazione di Candida
La stazione di Candida era una stazione ferroviaria posta lungo la linea ferrovia Adriatica. Era posta nel territorio comunale di Trinitapoli.

## Storia
La stazione venne inaugurata nel 11 agosto 1864 insieme alla tratta Foggia-Trani. Venne soppressa il 28 febbraio 2013.